# 拉塞尔大学
喇沙大学（La Salle University）是位于美国宾夕法尼亚费城的一所天主教大学，其名来自喇沙會圣人聖若翰·喇沙。该大学由喇沙會创建于1863年3月，原仅收男子，1970年开始男女共学。2015年Colleen Hanycz成为该大学校长，为其第一位不信教的校长，也是第一位女校长。2019年美国新闻与世界报道将其排在“北部地区大学”中第35位。